# Phim Lego Ninjago
Phim Lego Ninjago (tiếng Anh: The Lego Ninjago Movie) là một bộ phim điện ảnh hoạt hình Mỹ – Đan Mạch thuộc thể loại hài – hành động – võ thuật ra mắt vào năm 2017 do Warner Animation Group, RatPac-Dune Entertainment, Lego System A/S, Lin Pictures, Lord Miller Productions và Vertigo Entertainment hợp tác sản xuất. Được dựa trên bộ đồ chơi và loạt phim hoạt hình cùng tên do Lego sáng tạo và sở hữu, tác phẩm do Charlie Bean, Paul Fisher và Bob Logan làm đạo diễn trong tác phẩm đầu tay của họ, với sự tham gia diễn xuất của các diễn viên chính gồm Dave Franco, Justin Theroux, Fred Armisen, Abbi Jacobson, Olivia Munn, Kumail Nanjiani, Michael Peña, Zach Woods và Thành Long. Đây là bộ phim chiếu rạp đầu tiên dựa trên tài sản thương hiệu gốc của Lego, đồng thời còn là phần phim thứ ba và phần phim phụ thứ hai của thương hiệu The Lego Movie. Tác phẩm theo chân Lloyd Garmadon, một cậu ninja trẻ đang phải chấp nhận sự thật về người cha tàn ác của mình là chúa tể Garmadon, song cậu cũng tìm hiểu ý nghĩa thật sự của việc trở thành một chiến binh ninja khi một mối đe dọa mới xuất hiện gây nguy hiểm cho quê hương cậu, từ đó cậu cùng với những chiến binh ninja khác quyết tâm bảo vệ sự yên bình cho nhân loại.
Một bộ phim hoạt hình dựa trên thương hiệu Ninjago đã được Warner Bros. công bố vào tháng 9 năm 2013, với hai anh em Kevin và Dan Hageman cùng viết kịch bản chuyển thể, Charlie Bean được thuê làm đạo diễn bộ phim, còn Phil Lord, Christopher Miller, Dan Lin và Roy Lee hợp tác sản xuất. Đến tháng 5 năm 2014, sau thành công của The Lego Movie, Warner Bros. cho biết bộ phim ban đầu được lên lịch khởi chiếu vào tháng 9 năm 2016, nhưng sang tháng 4 năm 2015 thì lịch phát hành được đổi sang thành tháng 9 năm 2017. Từ tháng 6 đến tháng 8 năm 2016, dàn diễn viên cùng tham gia ký hợp đồng để lồng tiếng cho các nhân vật của bộ phim. Animal Logic tiếp tục đảm nhận phần thiết kế hoạt họa cho bộ phim sau The Lego Movie và The Lego Batman Movie, còn Mark Mothersbaugh tham gia soạn nhạc nền cho tác phẩm.
Là sản phẩm hợp tác giữa các công ty sản xuất của Mỹ và Đan Mạch, Phim Lego Ninjago có buổi công chiếu lần đầu tại rạp Regency Village Theatre vào ngày 16 tháng 9 năm 2017, sau đó được Warner Bros. phát hành tại Đan Mạch vào ngày 21 tháng 9, tại Mỹ vào ngày 22 tháng 9 và tại Việt Nam vào ngày 29 tháng 9 cùng năm dưới định dạng 2D, 3D và Dolby Cinema. Sau khi ra mắt, tác phẩm nhận về những lời nhận xét trái chiều từ giới chuyên môn và là một thất bại về mặt doanh thu khi chỉ thu về 123,1 triệu USD từ kinh phí sản xuất 70 triệu USD, qua đó trở thành tác phẩm đầu tiên của thương hiệu có thành tích doanh thu thấp sau khi rời rạp.

## Diễn viên
- Dave Franco trong vai Lloyd Garmadon
- Justin Theroux trong vai chúa tể Garmadon
- Fred Armisen trong vai Cole
- Abbi Jacobson trong vai Nya
- Olivia Munn trong vai Koko
- Kumail Nanjiani trong vai Jay
- Michael Peña trong vai Kai
- Zach Woods trong vai Zane
- Thành Long trong vai Ngô sư phụ[b]/Ông Lưu[c]